# Destiny Fulfilled
Destiny Fulfilled è il quarto e ultimo album in studio delle Destiny's Child. Pubblicato alla fine del 2004 per la Columbia Records, ha esordito direttamente alla seconda posizione della Billboard 200 degli Stati Uniti, vendendo oltre 3 milioni di copie e ricevendo una nomina ai Grammy Award come miglior album R&B.
Il progetto discografico, uscito dopo un anno di pausa del gruppo in cui le componenti Beyoncé, Kelly Rowland e Michelle Williams hanno pubblicato album solisti, include le hit Lose My Breath e Soldier, collaborazione con T.I. e Lil Wayne, entrambe nominate ai Grammy Award e agli MTV Video Music Awards. Dall'album sono stati estratti inoltre i singoli Girl e Cater 2 U, quest'ultimo vincitore di un Soul Train Music Award.

## Descrizione

### Antefatti
Nel 2003, durante la registrazione del loro terzo album in studio Survivor, Beyoncé annunciò che le Destiny's Child sarebbero entrate in una pausa che avrebbe permesso ad ogni membro di pubblicare un album da solista, idea del padre e manager Mathew Knowles per aumentare ulteriormente l'interesse nel gruppo. Kelly Rowland ha spiegato successivamente alla CNN che il gruppo si sentiva eccessivamente pressato dai mass media internazionali, ma che sarebbero tornate a registrare assieme nell'anno successivo.

A seguito dei successi commerciali degli album solisti Dangerously in Love di Beyoncé, Simply Deep di Kelly Rowland e Heart to Yours di Michelle Williams, il gruppo ha confermato il loro ritorno in studio per registrare quello che sarebbe diventato il loro quarto e ultimo album, Destiny Fulfilled (destino compiuto). Le Destiny's Child hanno affermato che il titolo non era una coincidenza, tanto che Beyoncé ha raccontato a Billboard: 
«Il gruppo sentiva di avere ancora qualcosa da offrire musicalmente. [...] Abbiamo fatto questo disco per noi stesse, non per vendere un milione la prima settimana di uscita. [...] Tre amiche tornate insieme per fare un altro progetto discografico. Era il nostro destino. Chi sa cosa succederà fra tre, cinque o dieci anni? La cosa principale è che manteniamo la nostra amicizia e che lo facciamo perché lo vogliamo, non perché è una buona mossa commerciale»

### Composizione e produzione
La produzione dell'album iniziò nell'estate del 2004 con le Destiny's Child che si fecero aiutare da numerosi compositori e produttore, tra cui Rockwilder, Swizz Beatz e Rodney Jerkins. I membri del gruppo hanno dichiarato che la prima settimana di registrazione è stata trascorsa esclusivamente in conversazioni sugli avvenimenti delle loro vite mentre erano lontani l'uno dall'altro, poiché non avevano trascorso del tempo di qualità per un lungo periodo. Questo li ha ulteriormente ispirati a registrare le conversazioni e ad usarle come tema principale del disco. Kelly Rowland ha raccontato a MTV:
«Tutte noi siamo state in tre posti diversi, quindi c'è molto di cui parlare, molti aspetti che sono cresciuti, privatamente. Penso sia importante parlarne in questo nuovo disco, mettere quello che abbiamo passato separatamente in una visione d'insieme, per mostrare come le donne possano sostenersi a distanza»
L'approccio tradizionale in cui ogni membro cantava una strofa e cantava nel ritornello fu sostituito; in alcune canzoni di Destiny Fulfilled, le loro voci si alternavano in ogni riga del testo, una tecnica simile agli artisti hip hop. Destiny Fulfilled è prevalentemente un concept album R&B che traccia il viaggio di relazione di una donna, dall'amicizia alle relazioni sentimentali.

## Promozione e pubblicazione

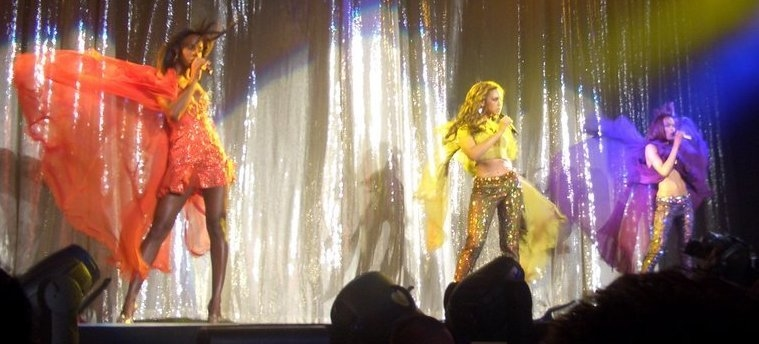
Kelly Rowland, Beyoncé e Michelle Williams nel corso del Destiny Fulfilled ... And Lovin' It Tour in promozione dell'album nel 2005

La lista delle tracce del progetto discografico fu rivelata il 15 ottobre 2004. L'album fu pubblicato per la prima volta in Giappone il 10 novembre 2004, e sei giorni dopo in Nord America tramite la Columbia Records.
Il gruppo ha intrapreso un tour mondiale Destiny Fulfilled... and Lovin' It l'anno successivo. Durante un concerto che il gruppo ha avuto al Palau Sant Jordi di Barcellona, Spagna, l'11 giugno 2005, Kelly Rowland ha annunciato al pubblico che il tour sarebbe stato ultimo insieme, rivelando il loro scioglimento formale. È stato annunciato che dopo la loro ultima tappa nordamericana, il gruppo si sarebbe separato, con ogni membro che avrebbe continuato la sua carriera musicale come solista.

### Singoli
Il gruppo ha eseguito il primo estratto Lose My Breath all'apertura della National Football League, in onda sui canali della ABC, dopo la sua pubblicazione online del brano il 9 settembre 2004, decretando il primo ritorno televisivo del gruppo. Successivamente si sono esibite ai Radio Music Awards, al The Oprah Winfrey Show, e Total Request Live. Grazie alla promozione il singolo ha ottenuto ampio successo, esordendo nelle Top10 di Stati Uniti, Regno Unito e numeroseclassifiche europee. Il brano ha inoltre ottenuto nomine ai Grammy Award, MTV Video Music Awards, e Soul Train Music Award.
La collaborazione Soldier con T.I. e Lil Wayne del 7 dicembre 2004, fu un successo commerciale, esordendo nelle Top5 in sei paesi europei e in Australia, oltre che alla terza posizione della Billboard Hot 100. Il brano venne accolto positivamente anche dalla critica, ricevendo nomine ai Grammy Award, BET Awards, e MTV Video Music Awards.
Il terzo estratto, Girl, ottiene successo soprattutto nelle classifiche europee, mentre il quarto estratto, Cater 2 U, viene certificato disco di platino dalla RIAA, e viene nominato ai Grammy Award, e fa ottenere al gruppo il Soul Train Music Award come miglior brano R&B di un gruppo.

## Accoglienza
Accolto con recensioni genericamente positive, Destiny Fulfilled ha riscontrato numerose critiche nei ruoli delle tre componenti nelle tracce al livello di performance vocale e tempo dedicato per ognuna nelle singole tracce.
Caroline Sullivan del The Guardian ha notato che le voci principali delle canzoni sono state cantate da ogni membro in egual misura, rendendolo un album «democratico»; tuttavia li ha criticati per aver sperperato «la portata dei loro talenti» sull'album. Tom Sinclair di Entertainment Weekly afferma anche la sua «aria generale di democrazia al lavoro; [...] spesso si muove ad un ritmo simile alla melassa, appesantito da una preponderanza di ballate egregiamente eseguite dalle Destiny, ma alla fine noiose». Jenny Eliscu della rivista Rolling Stone faeco ai suoi commenti, dicendo: «In tutte le canzoni, tranne un paio, i versi sono divisi in tre sezioni, con Beyoncé che conduce le cose, seguita da Rowland, poi Williams». Tuttavia anche Eliscu ha osservato che dopo un paio di canzoni in levare, «l'album crolla in una serie infinita di ballate R&B stravagante dove l'unica grazia di salvezza è la forza vocale del trio».
Stephen Thomas Erlewine di AllMusic ha riscontrato che le tematiche affrontate «rendano nel complesso l'album troppo riservato e pesante, il che lo rende una delusione». Kelefa Sanneh del The New York Times commentò che è «un disco sorprendentemente superficiale che non giustifica mai abbastanza la sua esistenza». Di un pensiero opposto è Dimitri Ehrlich della rivista Vibe, il quale si è complimentato per la produzione dell'album, dicendo che «mette in mostra valori di produzione avanzati con impressionanti capacità canore e vocali» e ha concluso che «offre soddisfazione divina all'ascolto».

### Critiche a Beyoncé
Con la pubblicazione del quarto progetto discografico del gruppo, numerose testate giornalistiche hanno mosso critiche nei confronti di Beyoncé poiché tornare nelle Destiny's Child, dopo aver ottenuto il maggior successo tra i membri del gruppo con l'album Dangerously in Love, la faceva apparire come approfittatrice nel sostenere il suo status di diva.
Stephen Thomas Erlewine di AllMusic afferma inoltre che «Beyoncé Knowles ruba ogni canzone su Destiny Fulfilled» lodandola ulteriormente per suonare «più grande di ogni pop star, anche quando è in una ballad tranquilla» elogiando le abilità di Rowland e Williams come vocalist e i loro contributi ai cori dietro alla Knowles. Alan Ranta di Tiny Mix Tapes ha dubitato della sincerità dei testi di Beyoncé, dicendo che «il successo di questo album dipende ancora una volta dalla completa sospensione dell'incredulità dei fan più accaniti che Beyoncé Knowles possa davvero amare un altro essere umano tanto quanto ama se stessa e i suoi beni».

## Riconoscimenti
- 2005- American Music Award[46]
  - Album R&B/Soul preferito
- 2006 - Grammy Awards[12]
  - Miglior album R&B
- 2004 - Japan Gold Disc Award
  - International Pop Album of the Year
- 2005 - Soul Train Music Award[47]
  - Miglior album R&B/Soul di un gruppo

## Tracce
1. Lose My Breath – 4:02 (Beyoncé Knowles, Kelly Rowland, Michelle Williams, Rodney "Darkchild" Jerkins, Fred Jerkins, Sean Garrett, LaShawn Daniels, Shawn Carter)
2. Soldier (feat. T.I. & Lil Wayne) – 5:25 (Beyoncé Knowles, Kelly Rowland, Michelle Williams, Rich Harrison, Sean Garrett, Dwayne Carter, Clifford Harris)
3. Cater 2 U – 4:05 (Beyoncé Knowles, Kelly Rowland, Michelle Williams, Rodney "Darkchild" Jerkins, Ric Rude, Robert Waller)
4. T-Shirt – 4:40 (Beyoncé Knowles, Kelly Rowland, Michelle Williams, Angela Beyincé, Vidal Davis, Sean Garrett, Andre Harris)
5. Is She The Reason – 4:46 (Beyoncé Knowles, Kelly Rowland, Michelle Williams, John Whitehead, Gene McFadden, Patrick "9th Wonder" Douthit, Victor Carstarphen)
6. Girl – 3:44 (Beyoncé Knowles, Kelly Rowland, Michelle Williams, Patrick "9th Wonder" Douthit, Sean Garrett, Angela Beyince, Don Davis, Eddie Robinson)
7. Bad Habit – 3:54 (Kelly Rowland, Bryan Michael Cox, Kendrick Dean, Solange Knowles)
8. If – 4:15 (Beyoncé Knowles, Kelly Rowland, Michelle Williams, Dana Stinson, Marvin Yancy, Big Drawers, Charles Jackson)
9. Free – 4:51 (Beyoncé Knowles, Kelly Rowland, Michelle Williams, Big Drawers, Dana Stinson, Fonce Mizell, James Carter, Larry Mizell)
10. Through With Love – 3:35 (Beyoncé Knowles, Kelly Rowland, Michelle Williams, Mario Winans, Sean Garrett)
11. Love – 4:30 (Beyoncé Knowles, Kelly Rowland, Michelle Williams, Erron Williams)

Bonus track internazionale
1. Game Over – 4:03 (Beyoncé Knowles, Kelly Rowland, Michelle Williams, Sean Garrett, Michael Burton, Patrick "9th Wonder" Douthit, Phil Terry)

Bonus track per il Giappone
1. Got's My Own – 3:59 (Beyoncé Knowles, Kelly Rowland, Michelle Williams, Rodney "Darkchild" Jerkins, Fred Jerkins, LaShawn Daniels)
2. Game Over – 4:03 (Beyoncé Knowles, Kelly Rowland, Michelle Williams, Sean Garrett, Michael Burton, Patrick "9th Wonder" Douthit, Phil Terry)
3. Why You Actin' – 4:28 (Beyoncé Knowles, Kelly Rowland, Michelle Williams, Jimmy Moss, Paul Allen, Marcus Divine)

## Classifiche
| Classifica (2004) | Posizione massima |
| ----------------- | ----------------- |
| Australia         | 11                |
| Belgio (Fiandre)  | 13                |
| Canada            | 3                 |
| Danimarca         | 11                |
| Francia           | 9                 |
| Germania          | 3                 |
| Irlanda           | 4                 |
| Paesi Bassi       | 4                 |
| Regno Unito       | 5                 |
| Stati Uniti       | 2                 |
| Svizzera          | 3                 |